# Stae Mark
Stae Mark er et autoriseret stednavn for et landområde umiddelbart vest for landsbyen Stae i Aalborg Kommune. I det flade område ligger der ca. 15 landejendomme.